# Боян Бойчев
Боян Бойчев е български поет, журналист и лекоатлет, бегач на дълги разстояния.

## Биография
Роден е на 22 юли 1971 г. в София. Завършва руска и българска филология в Софийския университет „Св. Климент Охридски“. След това работи като библиотекар и учител в 93 СУ. Част е от редакционната колегия на списание „Атлетика“ от основаването му през 1999 г. и редактор на литературното приложение „Пегас“, част от вестник „Дума“. В миналото е бил директор на изданието на БОК „Олимпийски хоризонти“.
Член е на Съюза на българските писатели, като е и в Управителния съвет на съюза.

### Спортна кариера
Започва да се занимава с лека атлетика още като ученик. Става студентски шампион на 5000 м. Освен това има три бронзови медала от републикански първенства – два в маратона и един от полумаратона. Призьор е от множество състезания в България и чужбина. Тренира първо при Александър Ченгер, а след това при Румен Механджийски. Най-добрите му резултати са: 5000 м – 15:13 мин; 10 000 м – 32:01 мин; маратон – 2:25.33 ч.

### Литературно творчество
Дебютира като поет през 1999 г. със стихосбирката „Остров Баунти“. Същата година получава за нея наградата „Александър Вутимски“. След това издава книгите „Привикване към делника“ (2000), „Райските градини на пустинята“ (2002), „Тридесет и петият километър“ (2008). За стихосбирката „Тридесет и петият километър“ получава наградата „Николай Хайтов“.
През 2016 г. издава книгата „Морски скитник“. През 2017 г. е лауреат на Пушкинския конкурс за учители по руски език, като печели отличието втори път през 2020 г. На два пъти участва във фестивала на ЮНЕСКО „Световни дни на поезията“ в Рязан, Русия. Стихотворението му „Кафе“ е част от програмата на „Поетите LIVE“.
През 2021 г. излиза неговата шеста книга „Радост печална да бъдеш...“

## Библигорафия
- Остров Баунти (1999)
- Привикване към делника (2000)
- Райските градини на пустинята (2002)
- Тридесет и петият километър (2008)
- Морски скитник (2016)
- Радост печална да бъдеш... (2021)